# Clubiona gertschi
Clubiona gertschi là một loài nhện trong họ Clubionidae.
Loài này thuộc chi Clubiona. Clubiona gertschi được miêu tả năm 1958 bởi Edwards.